# Arichanna rubrifusa
Arichanna rubrifusa är en fjärilsart som beskrevs av George Francis Hampson 1907. Arichanna rubrifusa ingår i släktet Arichanna och familjen mätare. Inga underarter finns listade i Catalogue of Life.